# Tadeusz Baranowski (họa sĩ)

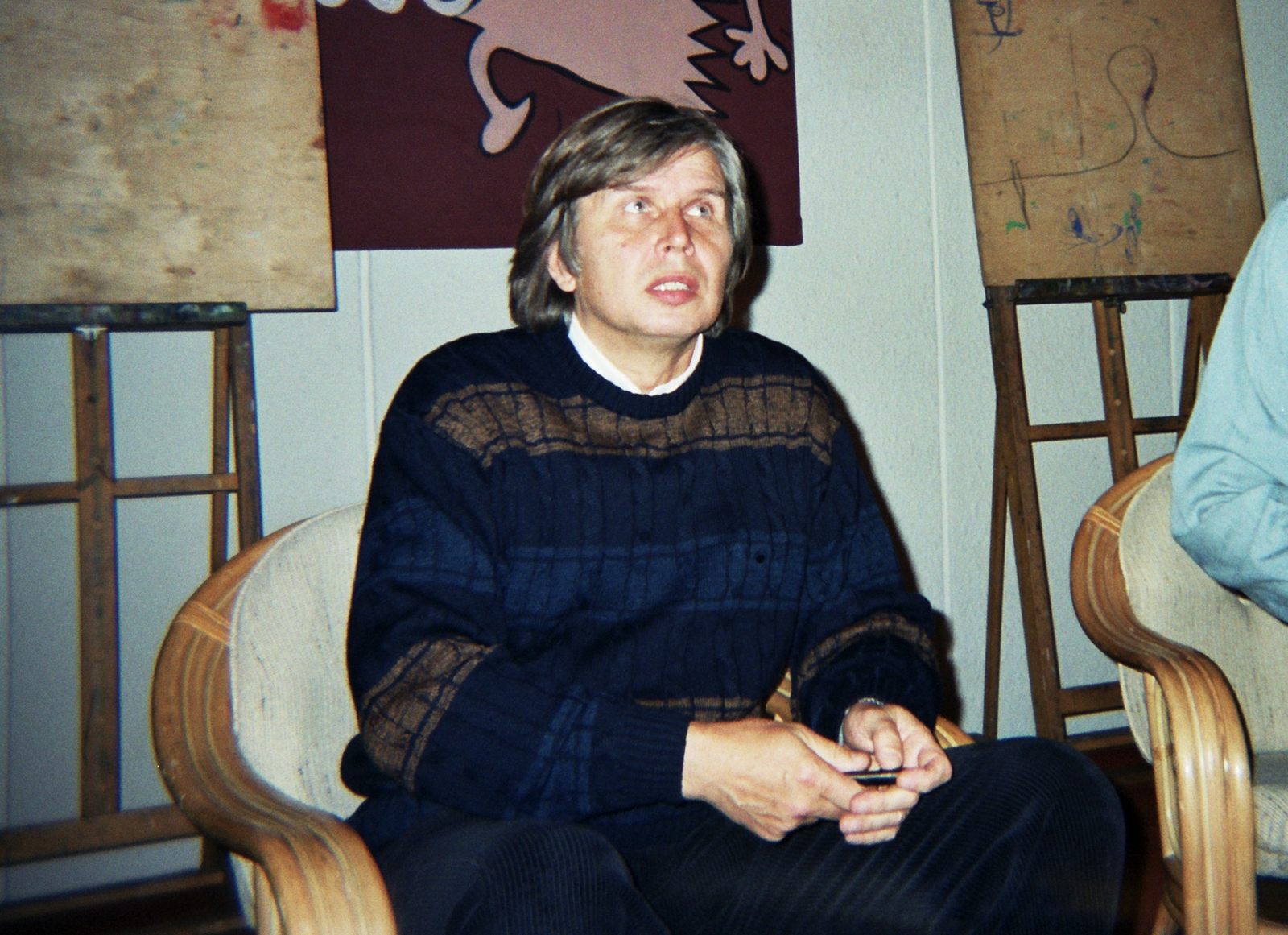
Tadeusz Baranowski trong cuộc gặp gỡ với độc giả tại Liên hoan Truyện tranh Quốc tế Łódź, ngày 7 tháng 10 năm 2000.

Tadeusz Baranowski (sinh năm 1945 tại Zamość) là họa sĩ truyện tranh Ba Lan. Năm 1975, ông xuất bản truyện tranh đầu tay trên tạp chí Świat Młodych. Ông được Grzegorz Rosiński mời làm việc vài năm ở Bỉ, xuất bản một số mẩu truyện tranh trên tạp chí Tintin. Do sự can thiệp của giám đốc tòa soạn, ông bỏ công việc và trở về Ba Lan vào thập niên 1990.
Ở Ba Lan, hầu hết truyện tranh của họa sĩ Tadeusz Baranowski in thành 2 phiên bản: một là bản bìa mềm xuất bản vào cuối thập niên 70 đầu thập niên 80, và hai là bản bìa cứng xuất bản vào những năm 2000.

## Các tác phẩm
- Skąd się bierze woda sodowa i nie tylko - MAW 1980, DSW Omnibus 1989
- Na co dybie w wielorybie czubek nosa eskimosa - MAW 1980, MAW 1984
- 3 przygody Sherlocka Bombla - Interpress 1984, Kultura Gniewu/Zin Zin Press 2004
- Antresolka profesorka Nerwosolka - MAW 1985
- Podróż smokiem Diplodokiem - MAW 1986, MAW 1988
- Jak ciotka Fru-Bęc uratowała świat od zagłady - DHW Akapit 1989
- Przepraszam remanent - Bea 1990
- Ecie-pecie o wszechświecie, wynalazku i komecie (2 tomiki) - Story 1990
- Historia wyssana z sopla lodu (scenariusz: Jean Dufaux) - Unipress 1991
- To doprawdy kiepska sprawa, kiedy Bestia się pojawia... - Rok Corporation 1992
- Orient Men: Forever na zawsze - Egmont 2002
- Porady Praktycznego Pana - Egmont 2003
- Antresolka profesorka Nerwosolka - Egmont 2003
- Skąd się bierze woda sodowa i nie tylko - Egmont 2004
- O zmroku - Kultura Gniewu 2005
- Podróż Smokiem Diplodokiem - Manzoku 2005
- Tffffuj! Do bani z takim komiksem! - Orient Men i Spółka 2005